# (8416) Okada
(8416) Okada (1996 VB8) – planetoida z pasa głównego asteroid okrążająca Słońce w ciągu 3,16 lat w średniej odległości 2,15 au. Odkryta 3 listopada 1996 roku.